# فاوستو بري
فاوستو بري (بالإيطالية: Fausto Pari)‏ هو لاعب كرة قدم إيطالي في مركز الوسط، ولد في 15 سبتمبر 1962 في سافينيانو سول روبيكوني في إيطاليا. شارك مع منتخب إيطاليا تحت 20 سنة لكرة القدم ومنتخب إيطاليا تحت 21 سنة لكرة القدم ومنتخب إيطاليا لكرة القدم. أما مع النوادي، فقد لعب مع إنتر ميلان ونادي بارما ونادي بياتشينزا ونادي سامبدوريا ونادي سبال ونادي مودينا ونادي نابولي.

## وصلات خارجية
- فاوستو بري على موقع الاتحاد الأوربي (الإنجليزية)
- فاوستو بري على موقع قاعدة بيانات كرة القدم.إي يو (الإنجليزية)
- فاوستو بري على موقع عالم كرة القدم.نت (الإنجليزية)